# ユーセファーバード・シナゴーグ
ユーセファーバード・シナゴーグは、テヘランで最も大きなシナゴーグのひとつである。公式な名称は、ケニーセィエ・スーコテ・シャーロム（ペルシア語: سوکت شالم, ヘブライ語: סוֹכַּת שָׁלוֹם）という。シナゴーグの建物は、西洋流の世俗主義に基づき、各宗教を対等に扱おうとしたパフラヴィー朝時代の1965年に建てられたものである。建て替え前のシナゴーグは1950年代初期に建てられたものであった。首都のユダヤ人（教徒）人口が、とりわけユーセフ・アバド地区で増えるにつれ、新しい建物が必要であると決まった。アヴラハム・ユシアン率いる地元コミュニティの助けを得て、新しいファサードの建設は1965年10月に完了した。新しいシナゴーグの扉は、ユダヤ暦5726年のローシュ・ハッシャーナー（新年）に公衆へ開かれた。
2003年の2月8日にはモハンマド・ハータミーがユーセファーバード・シナゴーグを訪問した。この訪問は、1979年のイラン革命後では始めて、現職のイラン・イスラム共和国大統領がシナゴーグを訪れるという歴史的な訪問であった。イランのユダヤ教徒コミュニティを代表して、イランにいるラビの中で最も位の高いラビであるユーセフ・ハマダーニー・コヘンとハールーン・ヤシャーヤーイー、イランのユダヤ人コミュニティ評議会議長が大統領を迎えたのち、大統領が演説を行った。彼らのほかに、モリース・モータメド議員らが出席したこの催しでは、ユーセフ・ハマダーニー・コヘンがトーラーを納める櫃を開け、祈りの言葉を詠唱した。

## ギャラリー

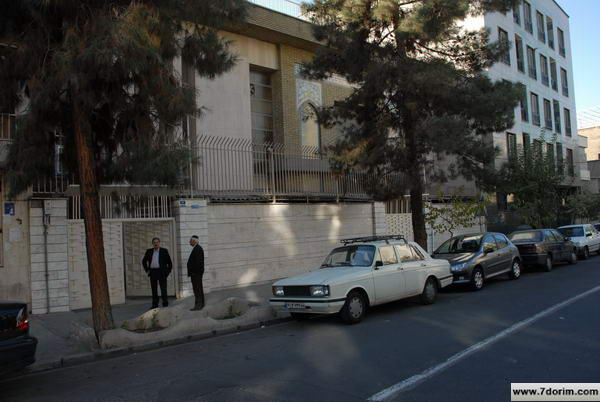
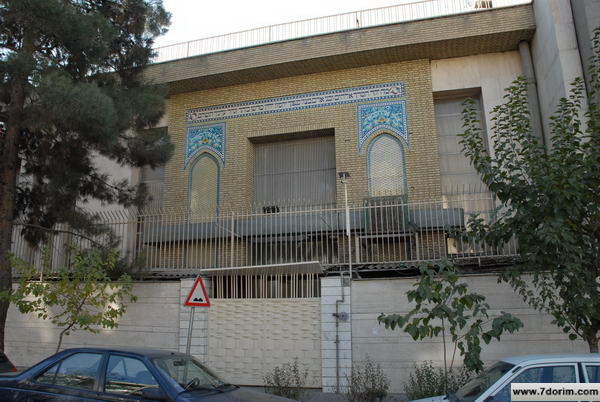
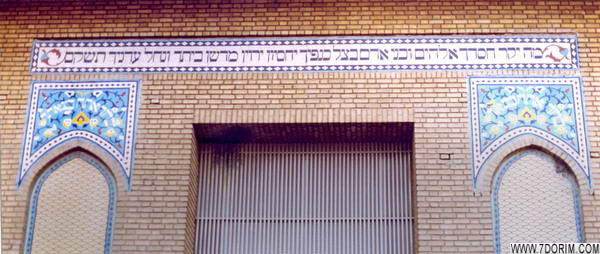
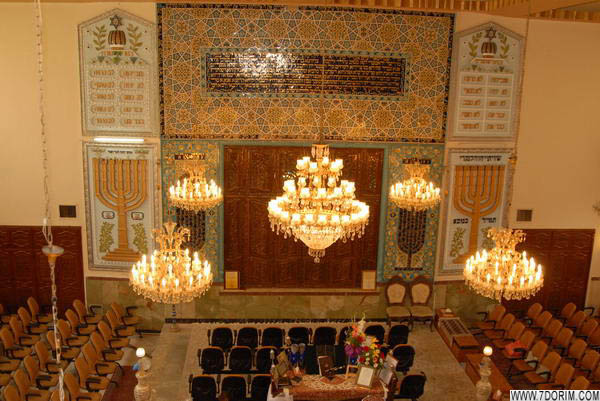
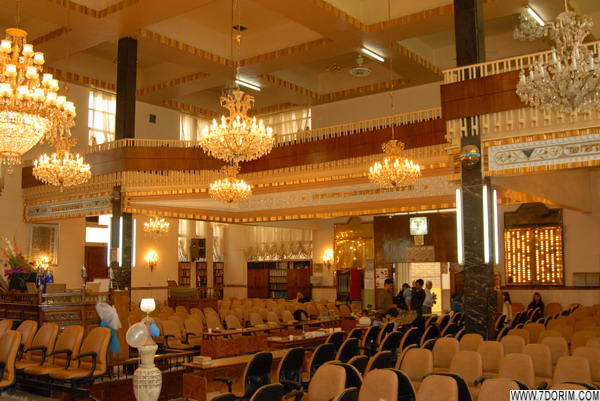
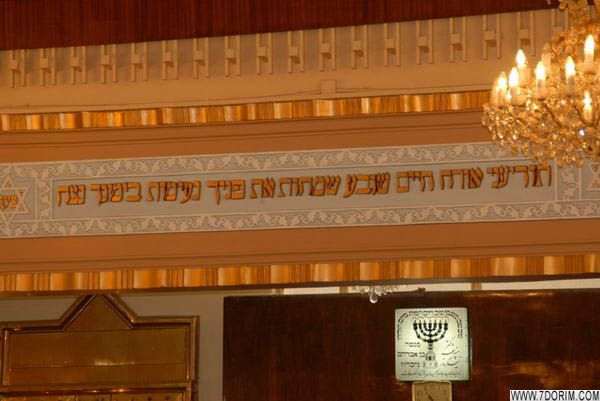
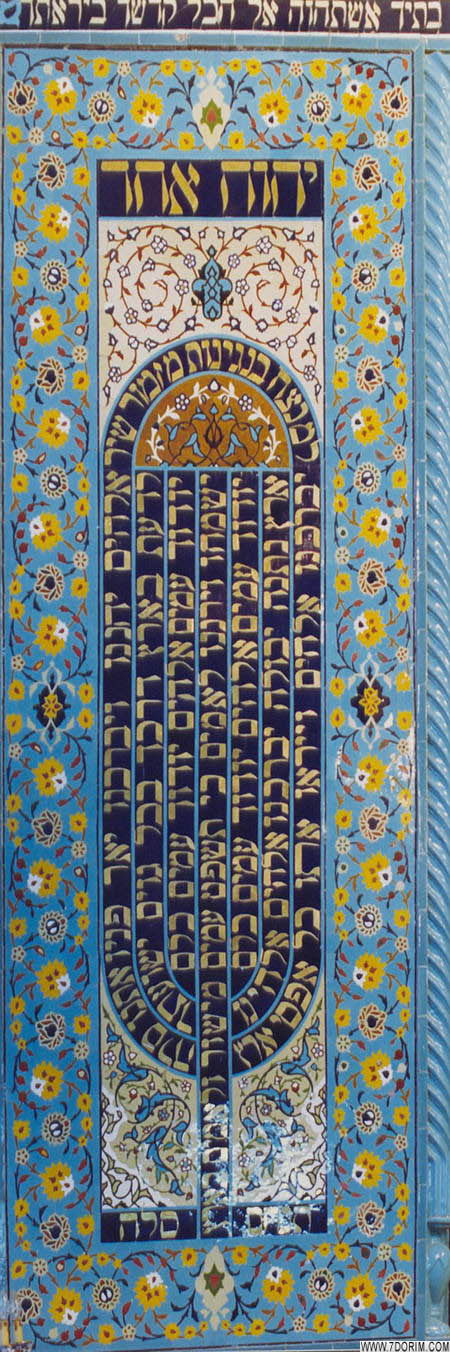
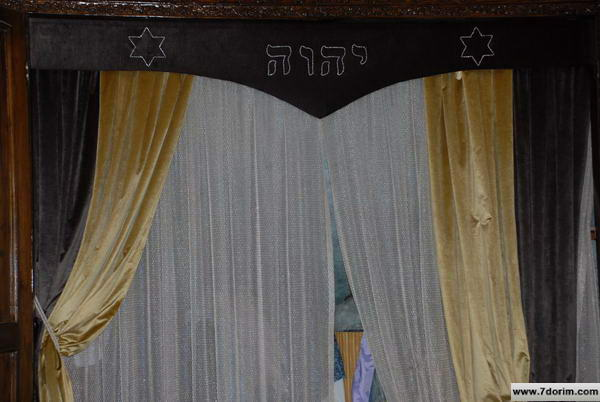
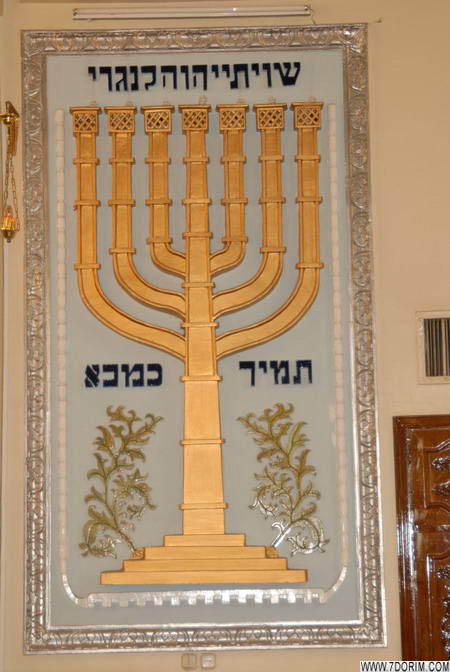